# Юниорский турнир ФИФА 1949
Юниорский турнир ФИФА 1949 года — второй юниорский чемпионат Европы по футболу, финальная часть которого проходила в Нидерландах. В турнире принимали участие семь команд, титул впервые завоевала сборная Франции. Ввиду нечётного числа участников формула соревнования была немного изменена.

## Команды-участницы
- Англия
- Австрия
- Бельгия
- Франция
- Северная Ирландия
- Нидерланды (страна-организатор)
- Шотландия

## Города и стадионы
| Харлем              | · Харлем Зейст Гаага Амстердам Роттердам Хертогенбос · Утрехт ХилверсюмЮниорский турнир ФИФА 1949, Нидерланды | Зейст               |
| Харлем              | · Харлем Зейст Гаага Амстердам Роттердам Хертогенбос · Утрехт ХилверсюмЮниорский турнир ФИФА 1949, Нидерланды | Галгенвард          |
| Вместимость: 3.442  | · Харлем Зейст Гаага Амстердам Роттердам Хертогенбос · Утрехт ХилверсюмЮниорский турнир ФИФА 1949, Нидерланды | Вместимость: 24.426 |
|                     | · Харлем Зейст Гаага Амстердам Роттердам Хертогенбос · Утрехт ХилверсюмЮниорский турнир ФИФА 1949, Нидерланды |                     |
| Гаага               | · Харлем Зейст Гаага Амстердам Роттердам Хертогенбос · Утрехт ХилверсюмЮниорский турнир ФИФА 1949, Нидерланды | Амстердам           |
| Зёйдпарк            | · Харлем Зейст Гаага Амстердам Роттердам Хертогенбос · Утрехт ХилверсюмЮниорский турнир ФИФА 1949, Нидерланды | Де Мер              |
| Вместимость: 11.000 | · Харлем Зейст Гаага Амстердам Роттердам Хертогенбос · Утрехт ХилверсюмЮниорский турнир ФИФА 1949, Нидерланды | Вместимость: 22.000 |
|                     | · Харлем Зейст Гаага Амстердам Роттердам Хертогенбос · Утрехт ХилверсюмЮниорский турнир ФИФА 1949, Нидерланды |                     |
| Роттердам           | · Харлем Зейст Гаага Амстердам Роттердам Хертогенбос · Утрехт ХилверсюмЮниорский турнир ФИФА 1949, Нидерланды | Хертогенбос         |
| Утрехт              | · Харлем Зейст Гаага Амстердам Роттердам Хертогенбос · Утрехт ХилверсюмЮниорский турнир ФИФА 1949, Нидерланды | Хилверсюм           |

## Матчи

### Первый раунд[1]
| 18 апреля 1949    | \| Северная Ирландия \| 3:3 (3:3)[2] отчёт \| Англия \| \| Льюис · Бингем , \| Голы \| \| | Харлем |
| Северная Ирландия | 3:3 (3:3) отчёт                                                                           | Англия |
| Льюис · Бингем ,  | Голы                                                                                      |        |

| 18 апреля 1949            | \| Франция \| 3:2 (0:1) отчёт \| Шотландия \| \| Меано · Бонифаци · Сержан \| Голы \| Грирсон 29′, \| | Хертогенбос  |
| Франция                   | 3:2 (0:1) отчёт                                                                                       | Шотландия    |
| Меано · Бонифаци · Сержан | Голы                                                                                                  | Грирсон 29′, |

| 18 апреля 1949                        | \| Нидерланды \| 3:1 (0:1) отчёт \| Австрия \| \| де Врис 56′ · Лауэр 82′ · Беннарс 83′ \| Голы \| Броузек 44′ \| | Утрехт      |
| Нидерланды                            | 3:1 (0:1) отчёт                                                                                                   | Австрия     |
| де Врис 56′ · Лауэр 82′ · Беннарс 83′ | Голы | Броузек 44′ |

### Утешительный раунд и матч за 5-е место[3]
| 19 апреля 1949 | \| Англия \| 4:2 \| Австрия \| | Зейст   |
| Англия         | 4:2                            | Австрия |

| 21 апреля 1949 | \| Англия \| 1:0 \| Шотландия \| | Утрехт    |
| Англия         | 1:0                              | Шотландия |

### Полуфиналы
| 19 апреля 1949 | \| Франция \| 4:0 отчёт \| Бельгия \| | Хилверсюм |
| Франция        | 4:0 отчёт                             | Бельгия   |

| 19 апреля 1949    | \| Нидерланды \| 2:0 (0:0) отчёт \| Северная Ирландия \| \| Сейберс · де Врис \| Голы \| \| | Амстердам         |
| Нидерланды        | 2:0 (0:0) отчёт                                                                             | Северная Ирландия |
| Сейберс · де Врис | Голы                                                                                        |                   |

### Матч за 3-е место
| 21 апреля 1949 | \| Бельгия \| 5:0 \| Северная Ирландия \| | Гаага             |
| Бельгия        | 5:0                                       | Северная Ирландия |

### Финал
| 21 апреля 1949                               | \| Франция \| 4:1 (3:0) отчёт \| Нидерланды \| \| Бонифаци 10′ · Фламен 30′ · Меано · Буле 88′ \| Голы \| Беннарс \| | Хет Кастел, Роттердам Судья: ван дер Мер |
| Франция                                      | 4:1 (3:0) отчёт | Нидерланды                               |
| Бонифаци 10′ · Фламен 30′ · Меано · Буле 88′ | Голы | Беннарс                                  |

| Чемпионы Европы не старше 19 лет 1949 |
| ------------------------------------- |
| Франция Первый титул                  |